# Квідгемптон
Квідгемптон (англ. Quidhampton) — містечко в Англії у графстві Вілтшир. Відноситься до міської території Солсбері і знаходиться приблизно за 2 милі (3,2 км) на захід від центру міста. Село знаходиться на березі річки Неддер і близько до дороги A36 між Солсбері та Вілтоном.
Назва Квідгемптон, ймовірно, означає «брудний фермерський будинок» або «будинок-ферма з хорошим гноєм», що походить від старого англійського cwéad (гній, бруд) + hām-tūn.

## Відомі особи
- Саймон Форман — відомий англійський астролог, травознавець та окультист Єлизаветинської епохи, який працював у Лондоні за правління королеви Єлизавети I та короля Якова I.